# Arellano
Arellano es una villa y municipio español de la Comunidad Foral de Navarra, situado en la Merindad de Estella, en la comarca de Estella Oriental y a 60 km de la capital de la comunidad, Pamplona. Su población en 2024 fue de 159 habitantes (INE).

## Toponimia
Según Koldo Mitxelena significa «lugar propiedad de (un hombre llamado) Valerius», de de Valerius, nombre de persona latino y el sufijo -ano que indica propiedad. Se esperaría que en vascuence se hubiese dicho Arellao, pero tal forma no se documenta, quizá porque en Arellano el euskera se perdiera muy pronto. 
Según Endika de Mogrobejo, especialista en genealogía y heráldica, Arellano proviene del euskera, y significa "colina extensa de robles" o "lugar de robles", de la raíz aritz.
Inicialmente adscrita a la zona no vascófona por la Ley Foral 18/1986, en junio de 2017 el Parlamento navarro aprobó el paso de Arellano a la Zona mixta de Navarra mediante la Ley foral 9/2017.
El apellido "Arellano" es muy conocido aunque poco común en España y en algunos lugares de Hispanoamérica, señaladamente en Chile y México. Véase Arellano (apellido).

## Geografía
La localidad de Arellano está situada en la parte occidental de la Comunidad Foral de Navarra, dentro de Tierra Estella y a una altitud 645 de m s. n. m. Su término municipal tiene una superficie de 16,89 km² y limita al norte con la facería de Arambelza y el municipio de Dicastillo, al sureste también con el municipio de Dicastillo y al oeste con el de Arróniz.

## Demografía
Arellano cuenta con una población de 159 habitantes (INE 2024).
| Gráfica de evolución demográfica de Arellano entre 1842 y 2021                                                      |
| |
| Población de derecho según los censos de población del INE Población de hecho según los censos de población del INE |

## Administración y política
| Partido político                              | 2015  | 2015       | 2011  | 2011       | 2007  | 2007       | 2003  | 2003       | 1999 | 1999       | 1995  | 1995       | 1991  | 1991       |
| Partido político                              | %     | Concejales | %     | Concejales | %     | Concejales | %     | Concejales | %    | Concejales | %     | Concejales | %     | Concejales |
| Agrupación Independiente Arellano (AIA)       | 44,44 | 5          | —     | —          | —     | —          | —     | —          | —    | —          | —     | —          | —     | —          |
| Agrupación Independiente Untzizu (AIU)        | —     | —          | 37,89 | 4          | 55,88 | 4          | 56,76 | 4          | —    | —          | —     | —          | —     | —          |
| Agrupación Independiente Montejurra (AIM)     | —     | —          | —     | —          | 33,09 | 1          | —     | —          | —    | —          | —     | —          | —     | —          |
| Agrupación Independiente San Veremundo (AISV) | —     | —          | —     | —          | —     | —          | 34,46 | 1          | —    | —          | —     | —          | —     | —          |
| Agrupación Independiente Progresista (AIP)    | —     | —          | —     | —          | —     | —          | —     | —          | —    | —          | 67,96 | 5          | —     | —          |
| Independientes                                | —     | —          | —     | —          | —     | —          | —     | —          | —    | —          | —     | —          | 82,56 | 5          |

|  | Mandato     |  | Nombre del alcalde           | Partido político |  |
|  | ----------- |  | ---------------------------- | ---------------- |  |
|  | 2003 - 2011 |  | Pedro Luis González Castillo | AIU              |  |
|  | 2015 - 2022 |  | Iñaki Urriza Arrastia        | AIA              |  |

## Cultura
El santo navarro San Veremundo, aunque no se sabe si nació en Arellano o en Villatuerta. Por eso la sagrada urna que contiene sus restos permanece cinco años en cada localidad. Destaca la iglesia parroquial por ser la única iglesia navarra totalmente pincelada en el siglo XVI. También se encuentra en Arellano la imagen de Santa María de Unzizu, imagen mariana del siglo XIII a la que la gente del pueblo y los alrededores le tiene gran devoción.

### Patrimonio

#### Monumentos civiles
La Villa romana de Las Musas, es un museo que ocupa unos 2400 m² y en él que se encuentran diversos elementos, como una bodega que conservó casi todos sus elementos de producción, incluidas cerca de 50 dolias (dolium), 15 de las cuales están expuestas. También se cuenta con el excepcional hallazgo de un catavinos de cerámica, que pronto será un icono del museo, con reproducciones a la venta.

#### Arte religioso

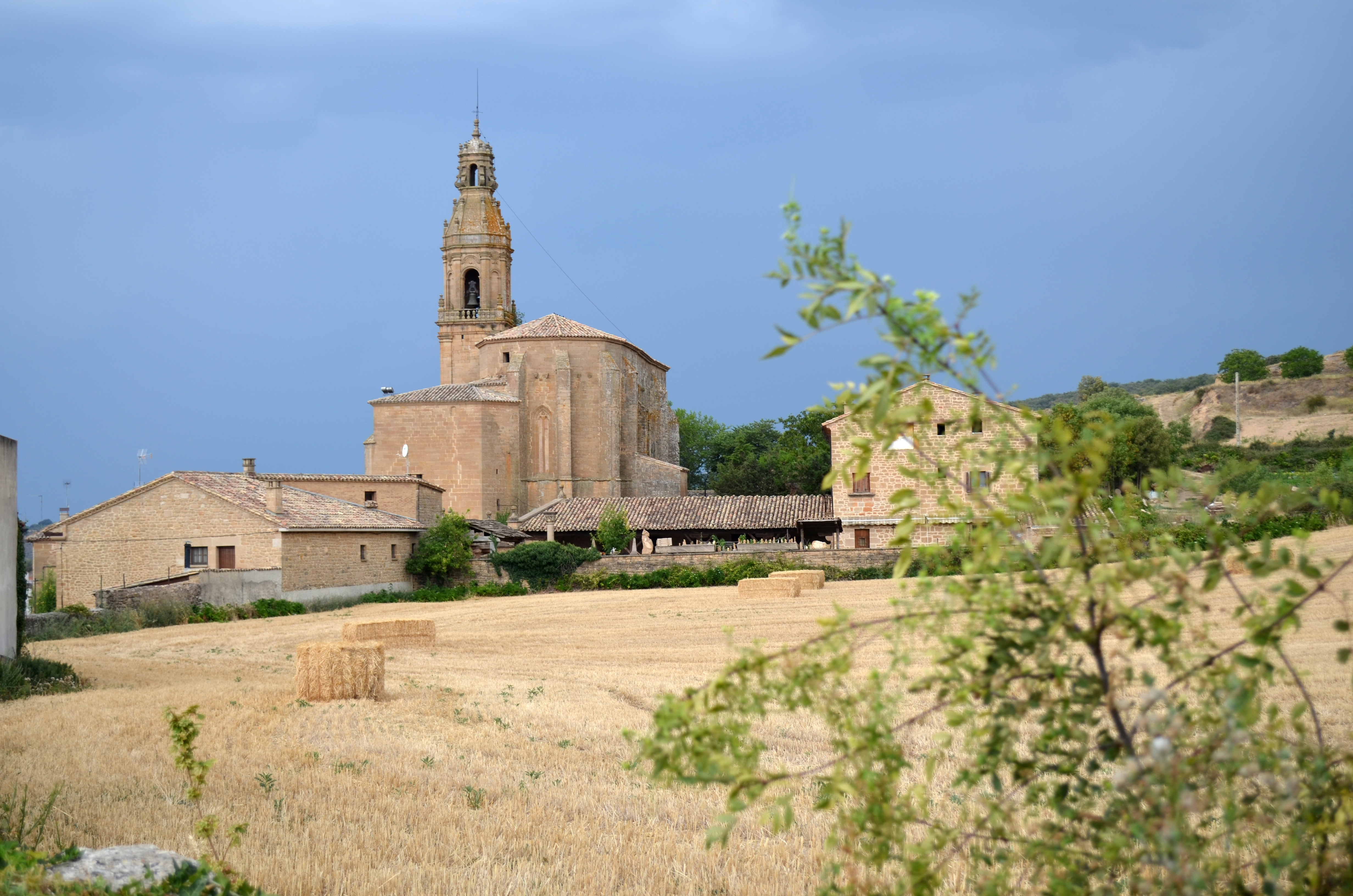
Iglesia de San Román

- Iglesia de San Román, de origen románico con muchas reformas de estilo gótico; retablo y sillería del siglo XVII.

### Fiestas y eventos
Las fiestas grandes se celebran el segundo fin de semana de agosto en honor a Santa María de Unzizu, patrona de la villa. Siempre después de fiestas de Estella. El fin de semana posterior al 8 de marzo, si esta fecha no toca en fin de semana, se celebran las fiestas pequeñas en honor de San Veremundo, santo del siglo XI e hijo de Arellano (o Villatuerta). El 8 de septiembre, coincidiendo con la natividad de María, se celebra la fiesta de la patrona, la Virgen de Unzizu. En octubre se celebra la Virgen del Rosario y el 15 de mayo se va de romería a la ermita de la Virgen de Unzizu. El fin de semana anterior a carnaval se celebra la fiesta de los Eskaratuleros y también se celebra el jueves de carnaval conocido como Jueves de Lardero. En Navidad se celebra el Olentzero, que recorre las calles del pueblo y la fiesta de los Reyes Magos.

## Personas destacadas
- San Veremundo:[14] Abad del Monasterio de Santa María la Real de Irache, desde 1056 hasta 1098. Patrono del Camino de Santiago en Navarra. Se celebra el 8 de marzo.
- Juan Ramírez de Arellano, de la Casa de Arellano (m. 1385). Señor de Arellano y de la Solana, Recibió el Señorío de Cameros en 1366 por ayudar a Enrique II de Castilla.
- Fortunato Aguirre (1893-1936): Político navarro de orientación nacionalista vasca, alcalde de Estella y uno de los fundadores del Club Atlético Osasuna.
- Pablo Rodríguez González (1900-1977):[15] Religioso y escritor.
- Julia Juániz (1956- ):[16] Montadora cimematográfica.